# ポリガラクツロナーゼ
ポリガラクツロナーゼ(Endo-polygalacturonase, EC 3.2.1.15)は、系統名を(1→4)-α-D-galacturonan glycanohydrolase (endo-cleaving)という、ガラクツロン酸残基の間のα-1,4-グリコシド結合を加水分解する酵素である。ペクトラーゼ等と呼ばれることもある。
(1,4-α-D-galacturonosyl)n+m + H2O = (1,4-α-D-galacturonosyl)n + (1,4-α-D-galacturonosyl)m
主要構成成分がガラクツロン酸であるポリガラクツロナンは、植物の細胞壁を形成するペクチンネットワークの主要な炭水化物成分である。そのため、内因性の植物ポリガラクツロナーゼは、熟した果実を柔らかく、甘くする。同様に、植物病原体はポリガラクツロナーゼをペクチンネットワークを弱体化させて植物宿主から栄養素を得るため、植物体に消化酵素を分泌するための手段として用いる。

## 構造
この酵素の複数平行βシートは、βヘリックスと呼ばれるらせん構造を形成する。多くの水素結合とジスルフィド結合によるこの安定性の高い構造は、ペクチン分解に関わる酵素に共通した特徴である。βヘリックスの内部は疎水的である。

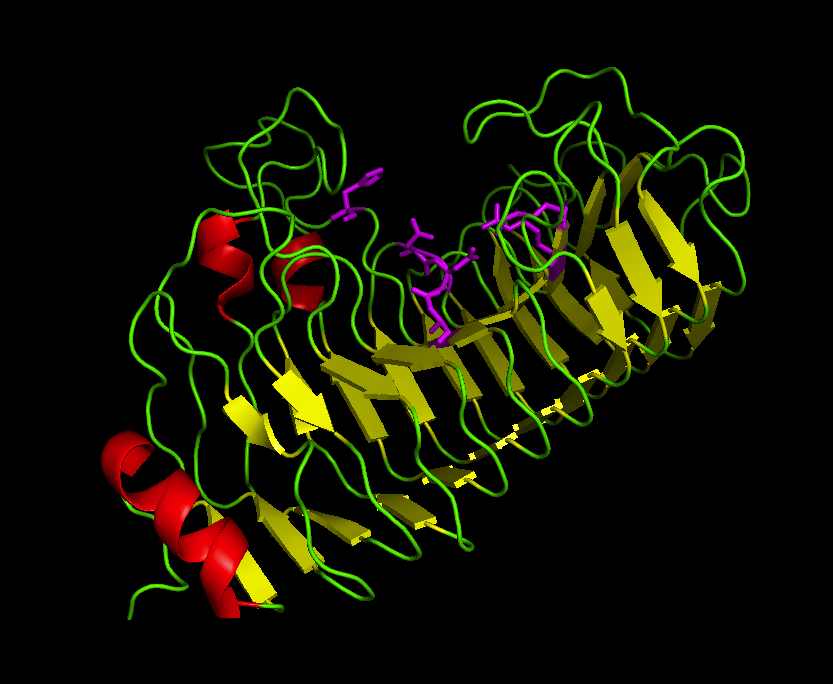
Fusarium moniliformeのポリガラクツロナーゼ(1HG8)。活性部位がマゼンダで表示されている。

X線結晶構造解析により、異なる生物のいくつかのポリガラクツロナーゼの三次元構造が決定されている。Colletotrichum lupini、Aspergillus aculeatus、Aspergillus niger（PG1及びPG2）に由来する菌のポリガラクツロナーゼは、結晶化されている。Erwinia carotovora及び枯草菌等の細菌由来のポリガラクツロナーゼも結晶化されている。
Fusarium moniliformeのポリガラクツロナーゼの活性部位は、6つの荷電アミノ酸残基から構成される。H188, R267及びK269は基質結合に関与し、D212はグリコシド酸素にプロトンを供与し、D213及びD191は水分子を活性化して求核攻撃させる。

## 機構
ポリガラクツロナーゼは、ペクチンのポリガラクツロナンネットワークのO-グリコシル結合を加水分解し、ペクチンを分解するペクチナーゼの一種である。加水分解の速度は多糖鎖の長さに依存する。ジガラクツロン酸のように非常に短い鎖や非常に長い鎖では、加水分解の速度が遅い。

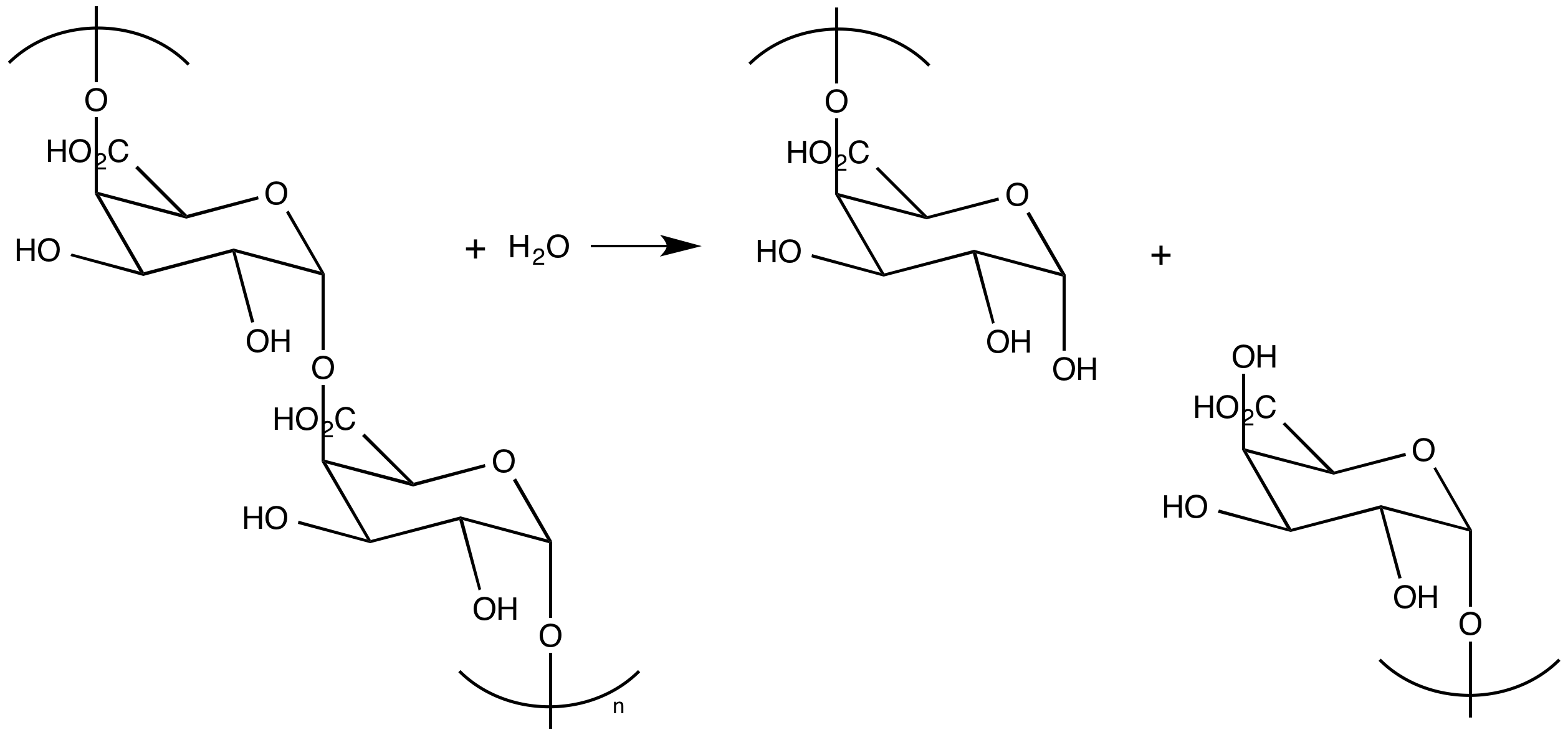
ポリガラクツロナーゼの作用機構

### エキソ型とエンド型
エキソ型とエンド型のポリガラクツロナーゼは、異なる加水分解モードを用いる。エンド-ポリガラクツロナーゼは、ポリガラクツロナンネットワークをランダムに加水分解する。この方法では、オリゴガラクツロニドが生成する。エキソ-ポリガラクツロナーゼは、ポリマーの非還元末端を加水分解し、単糖のガラクツロン酸を形成する。両方のモードの酵素を持つ生物もいる。活性のモードの違いに加え、ポリガラクツロナーゼの多型のため、菌類のポリガラクツロナーゼは、より幅広い植物組織をより効率的に分解できる。最適PH、基質特異性、その他の要素が様々なポリガラクツロナーゼを持つことは、植物病原性の菌類等にとって、有益であると考えられている。

## 農業への応用
この酵素の活性の農業や商業への応用可能性から、果実の熟成、花粉、器官脱離におけるポリガラクツロナーゼの役割に関する研究が多く行われてきた。
ペクチンは、植物細胞壁に存在する3つの多糖のうちの1つであり、内部と外部の環境の間の障壁の維持や細胞壁に強度を与える役割を果たしている。特に、w:Middle lamella中のペクチンは、近隣の細胞を結合させる。

### 果実の熟成
市場に流通した最初の遺伝子組換え食品は、輸出に適した賞味期限の長い、Flavr Savrとして知られる遺伝子組換えトマトであった。これは、ポリガラクツロナーゼがペクチンを分解するのを阻害し、熟成を遅らせたものである。ポリガラクツロナーゼ遺伝子のアンチセンス鎖が導入され、トマト果実の熟成と軟化が阻害された。この方法は、ポリガラクツロナーゼの活性を70-90%減らしたが、ポリガラクツロナーゼのアンチセンスRNAは、果実の色の変化は妨げなかった。
ペクチンの解重合は、果実の熟成の後期段階、特に果実が過熟する段階で起こる。トマトは、ポリガラクツロナーゼの活性が高い代表例であったが、この酵素は、アボカドやモモの熟成の際にも活性が非常に高くなる。モモでは、果実が柔らかくなってから、2つのエキソ型酵素と1つのエンド型酵素が活性化する。カキ等の果実では、ポリガラクツロナーゼを欠くか非常に少ないため、未だ検出されていない。これらの場合、他の酵素が熟成過程を触媒している可能性がある。

### 花粉
エキソ型のポリガラクツロナーゼは、ペクチンの再配置により、花粉管の伸長を可能にする役割を持っている。この活性は、トウモロコシ等の草やアメリカクロヤマナラシ等の木で見られる。花粉管の伸長に関係するエキソ型のポリガラクツロナーゼは、活性の最大化にCa2＋イオンを必要とし、高濃度の塩化ナトリウム、クエン酸、EDTA等により阻害される。

### 離層
ポリガラクツロナーゼが特定の植物の器官脱離を促進する役割を果たしているかどうかは不明確な部分が大きく、もし役割を持つ場合、それが外因性か内因性かも不明である。例えば、柑橘類の器官脱離に関与しているかどうかについて、対立する研究結果が発表されている。1つの問題はエキソ-ポリガラクツロナーゼ活性を測定できないアッセイが使われていること、もう1つは、果実と葉の細胞離層のポリガラクツロナーゼ活性が違うことである。モモでは、果実側の離層でのみポリガラクツロナーゼ活性が検出された。

### その他
Lygus hesperus等の農業害虫は、唾液中に分泌されるポリガラクツロナーゼが植物組織を消化することで、ワタやその他の穀物に損傷を与える。エキソ型とエンド型の両方を分泌する。

## 阻害

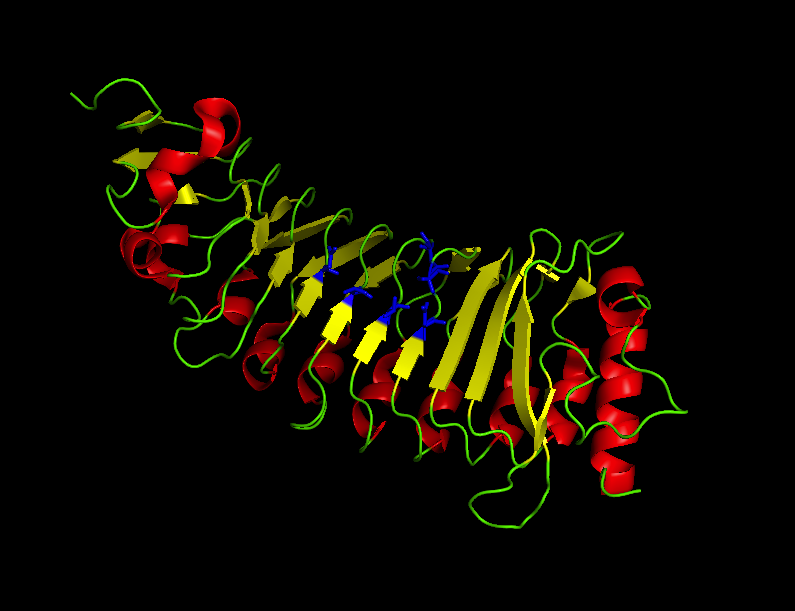
インゲンマメのポリガラクツロナーゼ阻害タンパク質(1OGQ)。ポリガラクツロナーゼの活性部位と相互作用する残基が青色で表示されている。

植物病原菌は、ポリガラクツロナーゼ等の細胞壁分解酵素に細胞壁を晒す。応答として、多くの植物は、ポリガラクツロナーゼの加水分解活性の速度を低下させる天然の阻害タンパク質を持つ。これらの阻害剤は、攻撃に対する防御を促進するため、長鎖オリゴガラクツロン酸の蓄積をもたらす。ポリガラクツロナーゼ阻害タンパク質(PGIP)は、ロイシンリッチリピートを持つタンパク質で、ポリガラクツロナーゼに対して非競合阻害と競合阻害の両方を示すと報告されている。ポリガラクツロナーゼの活性部位は、インゲンマメのPGIP2が持つ複数の極性アミノ酸を含むポケットと相互作用する。阻害剤は、活性部位を占有することで、基質の結合を妨害し、競合阻害が起こる。
PGIPとPGIP2の結晶構造は、インゲンマメのものが決定されている。ポリガラクツロナーゼの活性部位と相互作用する荷電極性残基は、インゲンマメにおいて、D131、S133、T155、D157、T180及びD203と同定されている。PGIP2を鋳型として用いると、他の一般的な穀物についても、PGIPの理論的な構造が決定された。